# Gimnasia en los Juegos Olímpicos de Londres 2012 – Suelo masculino
El evento de suelo masculino de gimnasia artística en los Juegos Olímpicos de Londres 2012 tomó lugar el 5 de agosto en el North Greenwich Arena.

## Horario
La hora está en Tiempo británico (UTC+1)
| Fecha                        | Tiempo | Ronda   |
| ---------------------------- | ------ | ------- |
| Domingo, 5 de agosto de 2012 | 14:00  | Finales |

## Clasificación

### Equipos calificados
| Rank | Gimnasta           | Nación                        | Pts. D | Pts. E | Penalidad | Total  | Resultados |
| ---- | ------------------ | ----------------------------- | ------ | ------ | --------- | ------ | ---------- |
| 1    | Zou Kai            | República Popular China (CHN) | 6.900  | 8.933  |           | 15.833 | Q          |
| 2    | Kōhei Uchimura     | Japón (JPN)                   | 6.700  | 9.066  |           | 15.766 | Q          |
| 3    | Flavius Koczi      | Rumania (ROM)                 | 6.700  | 8.966  |           | 15.666 | Q          |
| 4    | Alexander Shatilov | Israel (ISR)                  | 6.600  | 9.033  |           | 15.633 | Q          |
| 4    | Jacob Dalton       | Estados Unidos (USA)          | 6.600  | 9.033  |           | 15.633 | Q          |
| 6    | Tomás González     | Chile (CHI)                   | 6.500  | 9.033  |           | 15.533 | Q          |
| 7    | Marcel Nguyen      | Alemania (GER)                | 6.500  | 8.933  |           | 15.433 | Q          |
| 8    | Denis Ablyazin     | Rusia (RUS)                   | 6.900  | 8.833  | 0.3       | 15.433 | Q          |
| 9    | Ryohei Kato        | Japón (JPN)                   | 6.600  | 8.833  |           | 15.433 | R          |
| 10   | Gael da Silva      | Francia (FRA)                 | 6.500  | 8.900  |           | 15.400 | R          |
| 11   | Kristian Thomas    | Reino Unido (GBR)             | 6.300  | 9.066  |           | 15.366 | R          |

## Final
| Rank | Gimnasta           | Nación                        | Pts. D | Pts. E | Penalidad | Total   |
| ---- | ------------------ | ----------------------------- | ------ | ------ | --------- | ------- |
|      | Zou Kai            | República Popular China (CHN) | 6.900  | 9.033  |           | 15.933  |
|      | Kōhei Uchimura     | Japón (JPN)                   | 6.700  | 9.100  |           | 15.800  |
|      | Denis Ablyazin     | Rusia (RUS)                   | 7.100  | 8.700  |           | 15.800* |
| 4    | Tomás González     | Chile (CHI)                   | 6.500  | 8.866  |           | 15.366  |
| 5    | Jacob Dalton       | Estados Unidos (USA)          | 6.400  | 8.933  |           | 15.333  |
| 6    | Alexander Shatilov | Israel (ISR)                  | 6.600  | 8.733  |           | 15.333* |
| 7    | Flavius Koczi      | Rumania (ROM)                 | 6.700  | 8.500  | 0.1       | 15.100  |
| 8    | Marcel Nguyen      | Alemania (GER)                | 6.600  | 8.466  | 0.1       | 14.966  |

- Cuando dos atletas registran la misma puntuación total, el que tiene el puntaje mayor de ejecución termina por delante.